# مخند
مخند هي قرية في مقاطعة ماكو، إيران. يقدر عدد سكانها بـ 194 نسمة بحسب إحصاء 2016.